# Shinkansen Serie 500
Lo Shinkansen Serie 500 è un elettrotreno giapponese per linee veloci (Shinkansen), di proprietà di JR West e in servizio presso le compagnie ferroviarie JR West e, fino al 2010, JR Central. È il modello di Shinkansen più potente mai costruito e, fino all'innalzamento del limite di velocità per la serie E5 il 16 marzo 2013, anche il più veloce in servizio regolare.

## Storia
I nove convogli della serie 500 sono stati costruiti fra il 1995 e il 1998. Il primo convoglio, in servizio Nozomi (nome femminile giapponese che significa 'speranza'), effettuò il primo servizio commerciale il 22 marzo 1997, sostituendo la precedente serie 300.
Sulla Tōkaidō Shinkansen la velocità massima è limitata a 270 km/h, mentre sulla Sanyō Shinkansen è possibile raggiungere 300 km/h: proprio alla serie 500 è toccato l'onore di effettuare i primi servizi a tale velocità.
La serie 500 è entrata subito nel libro del Guinness dei primati per la più alta velocità commerciale, con una velocità media di 261,8 km/h fra Hiroshima e Kokura.
Sui servizi Nozomi, dall'ottobre 1999, alla serie 500 si è aggiunta anche la nuova serie 700.
Con l'introduzione di nuovi convogli della serie N700 ad assetto variabile, come i Pendolini della Fiat Ferroviaria, i convogli della serie 500 sono stati revampizzati e accorciati a 8 carrozze e sono tornati in servizio sui servizi Kodama giornalieri sulla Sanyō Shinkansen precedentemente effettuati con i treni della serie 0. La velocità massima dei convogli è stata ridotta a 285 km/h.
Il limitato numero di convogli acquistati è dovuto principalmente all'elevato costo del treno, che si aggirava sui 5 miliardi di yen.

## Descrizione tecnica
I nove convogli costruiti sono composti da 16 elementi, tutti motorizzati. Ogni motore ha la potenza di 275 kW (285 kW per il convoglio W1), ed è collegato ad un singolo asse. Il rodiggio pertanto è B0'B0'. La potenza complessiva installata è quindi superiore ad 1 MW per carrozza, in linea con quanto accade in tutti i treni destinati a raggiungere i 300 km/h. Il diametro delle ruote motrici è di 860 mm, il passo di 2500 mm, l'interperno di 17500 mm.
Come pantografo i tecnici hanno optato per una originale soluzione a "T", che si alza in verticale scorrendo sul gambo, poi sostituita da un pantografo tradizionale quando i convogli sono stati revampizzati, a causa degli elevati costi di manutenzione.
Le carrozze sono principalmente in alluminio, e hanno un aspetto quasi aeronautico a causa del profilo quasi tondeggiante.

## Formazione dei convogli

### Convogli W (Nozomi, dal 1997 al 2010)

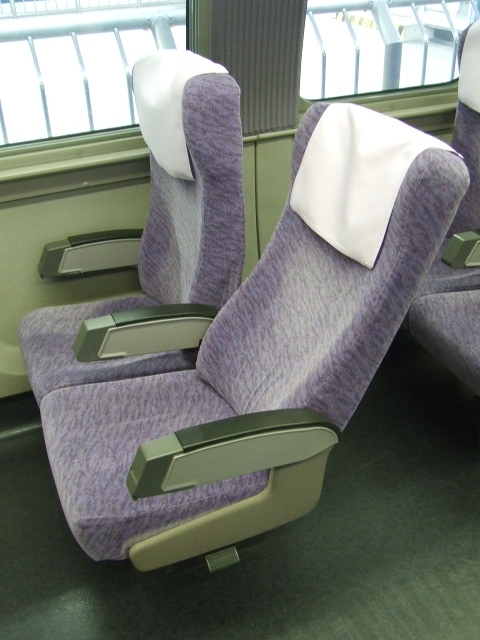
Sedili blu delle carrozze standard.
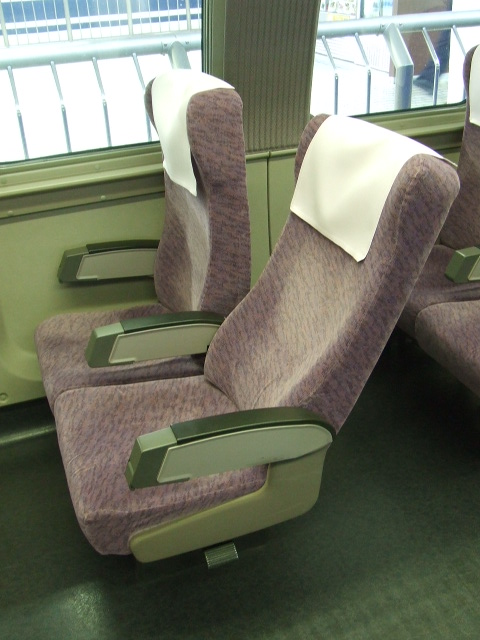
Sedili rossi delle carrozze standard
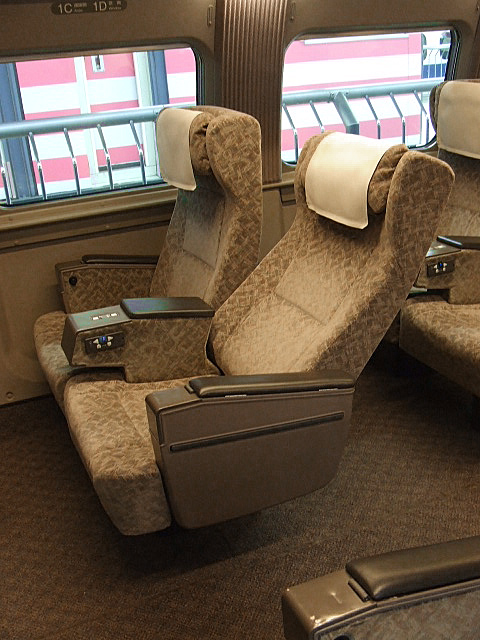
Sedili delle Green car (prima classe).
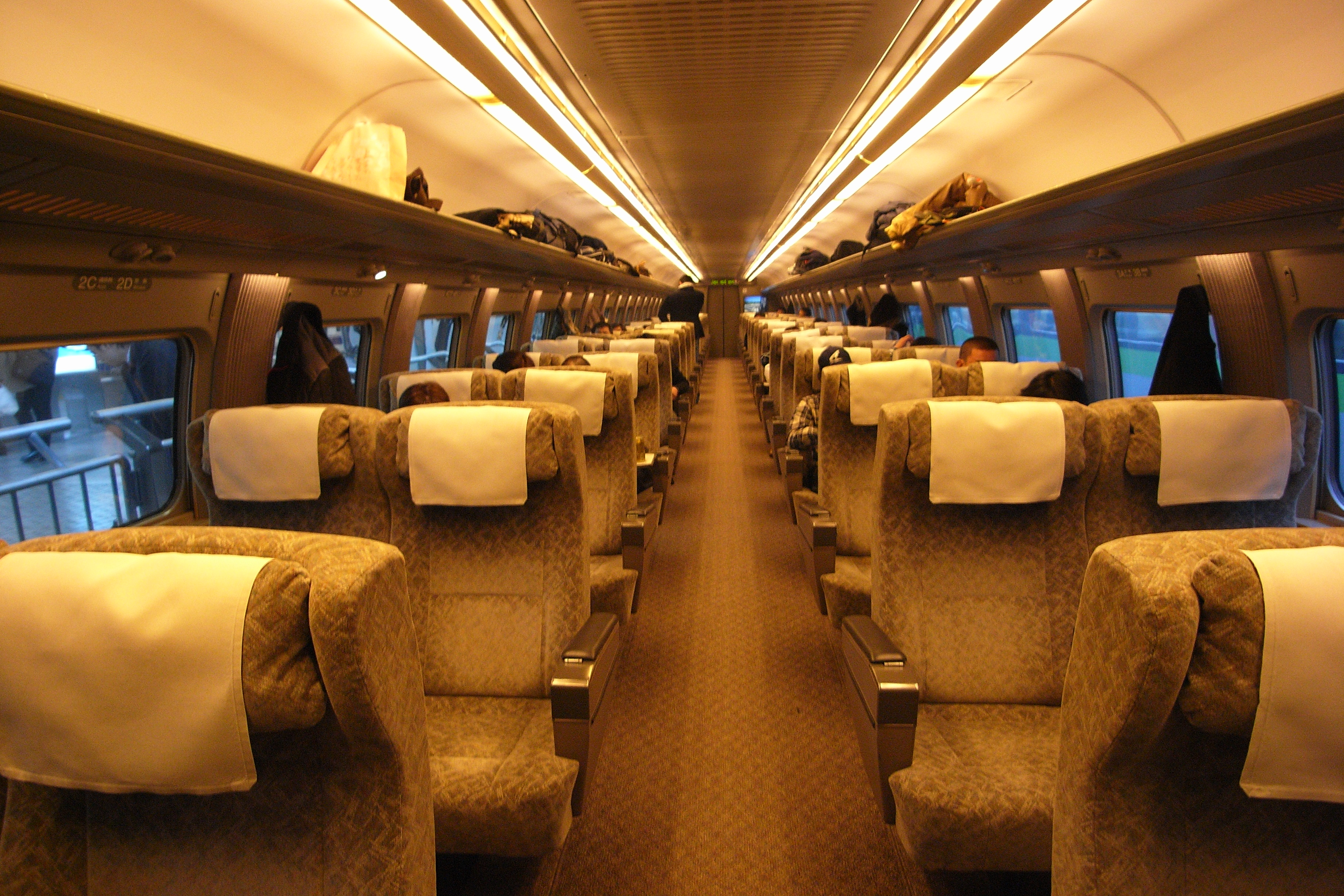
Ambiente della carrozza 10 del convoglio W1.

I dati che seguono si riferiscono all'ultimo Nozomi effettuato con un treno della serie 500.
| Carrozza ! | 1                           | 2                           | 3                           | 4                         | 5                         | 6                         | 7                         | 8                        | 9                        | 10                       | 11                        | 12                        | 13                        | 14                        | 15                        | 16                        |
| ---------- | --------------------------- | --------------------------- | --------------------------- | ------------------------- | ------------------------- | ------------------------- | ------------------------- | ------------------------ | ------------------------ | ------------------------ | ------------------------- | ------------------------- | ------------------------- | ------------------------- | ------------------------- | ------------------------- |
| Classe     | Standard senza prenotazione | Standard senza prenotazione | Standard senza prenotazione | Standard con prenotazione | Standard con prenotazione | Standard con prenotazione | Standard con prenotazione | Green car (prima classe) | Green car (prima classe) | Green car (prima classe) | Standard con prenotazione | Standard con prenotazione | Standard con prenotazione | Standard con prenotazione | Standard con prenotazione | Standard con prenotazione |
| Fumatori   | No                          | No                          | Sì                          | No                        | No                        | No                        | No                        | No                       | No                       | Sì                       | No                        | No                        | No                        | No                        | Sì                        | Sì                        |

### Convogli serie V (serie 500-7000)

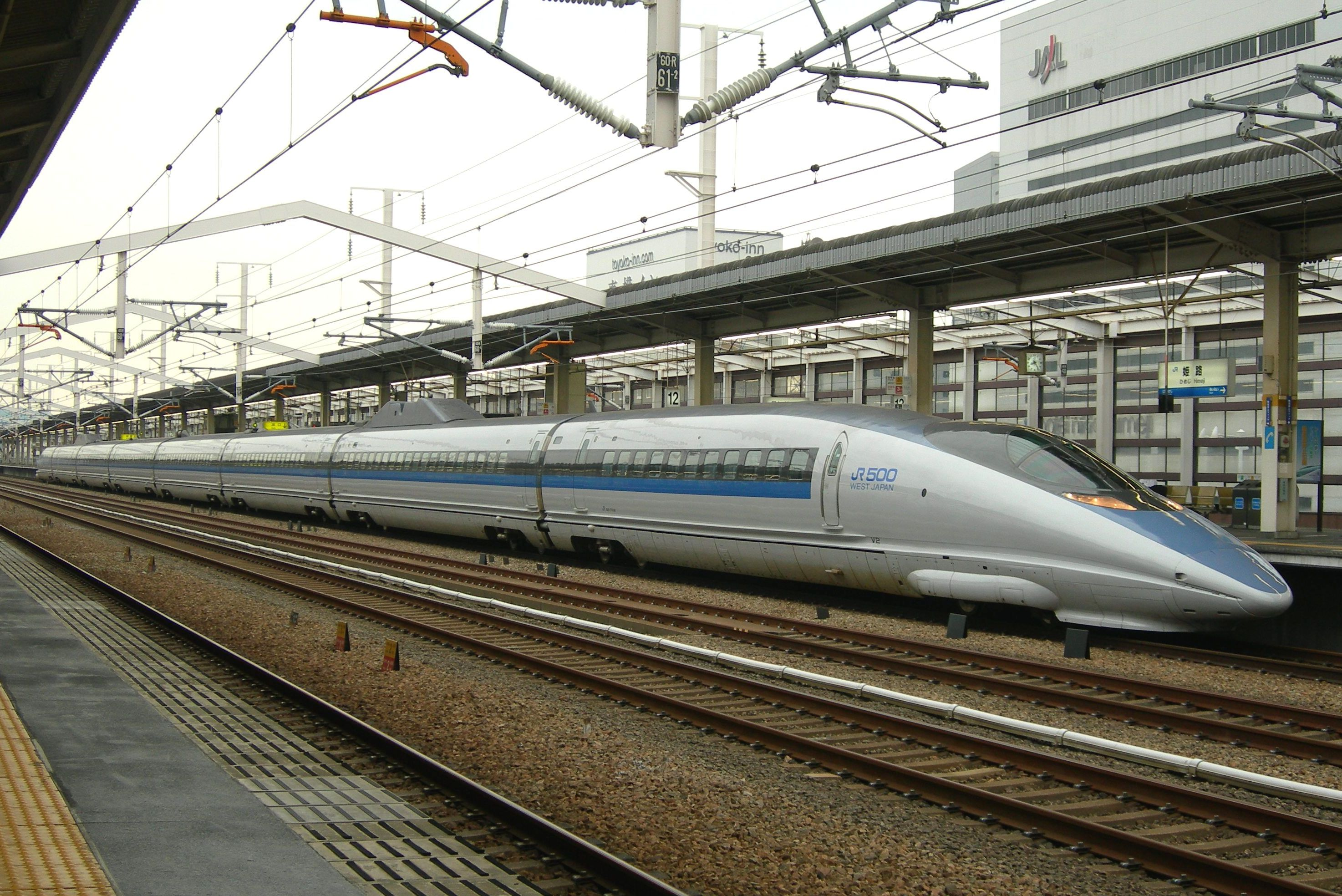
Convoglio di 8 vagoni serie 500 Kodama alla stazione di Himeji nell'agosto 2009

Otto degli originali nove convogli serie 500 furono modificati ed accorciati a 8 vagoni tra il 2008 e il 2010 per sostituire i vagoni della serie Shinkansen Serie 0 usati per il servizio ferroviario Kodama sulla linea Sanyō Shinkansen. Il primo convoglio rivampato fu mostrato alla stampa il 28 marzo 2008 e i nuovi convogli entrarono in servizio il 1º dicembre 2008.
La velocità massima operativa di questi treni è stata ridotta a 285 km/h.
Alla data del 1º aprile 2016 la flotta consisteva di otto convogli (da V2 a V9).
| Car No.         | 1               | 2               | 3               | 4               | 5                | 6                | 7                    | 8                |
| --------------- | --------------- | --------------- | --------------- | --------------- | ---------------- | ---------------- | -------------------- | ---------------- |
| Designazione    | Mc              | M1              | Mp              | M2              | M                | M1               | Mpkh                 | M2c              |
| Numero          | 521-70xx        | 526-70xx        | 527-70xx        | 528-70xx        | 525-70xx         | 526-72xx         | 527-77xx             | 522-70xx         |
| Precedentemente | 521 (vettura 1) | 526 (vettura 2) | 527 (vettura 3) | 528 (vettura 4) | 525 (vettura 13) | 516 (vettura 10) | 527-700 (vettura 11) | 522 (vettura 16) |
| Posti           | 53              | 100             | 78              | 100             | 95               | 68               | 51                   | 63               |

Le vetture 2 e 7 hanno ciascuna un pantografo a braccio singolo.
I posti per i passeggeri consistono di 3+2 sedili affiancati non ruotabili, con 2+2 posti affiancati nel vagone 6 (in precedenza di prima classe). Tra l'ottobre e il dicembre 2013 anche i vagoni 4 e 5 furono programmati per la rimozione dei posti originali per rimpiazzarli con i nuovi 2+2 posti affiancati usati sulla serie Shinkansen Serie 700, Hikari Rail Star.
Tutte le sale passeggeri sui treni serie 500 sono non fumatori, con scompartimenti per fumatori nei vagoni 3 e 7. I vagonoi 1, 3, 5 e 7 sono dotati di toilet.

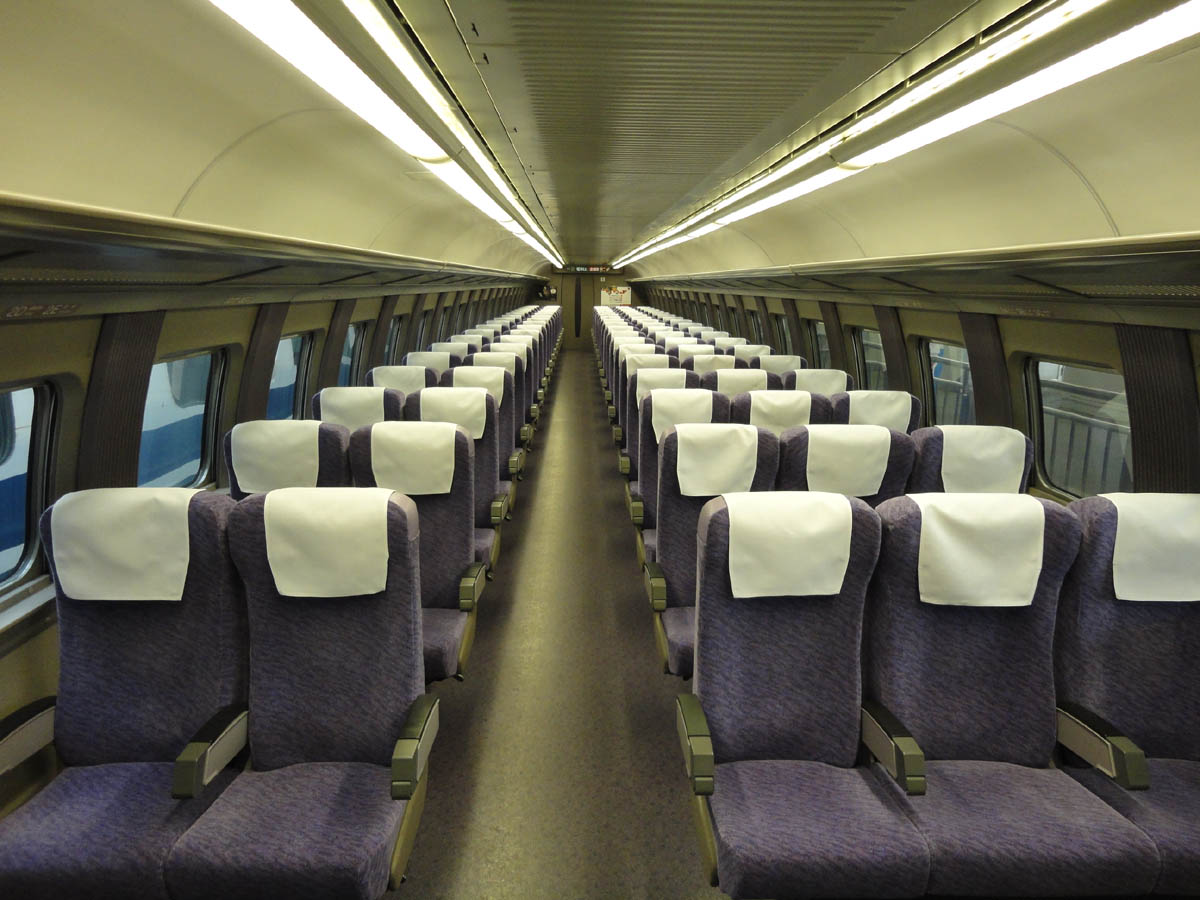
Posti senza prenotazione nel maggio 2012
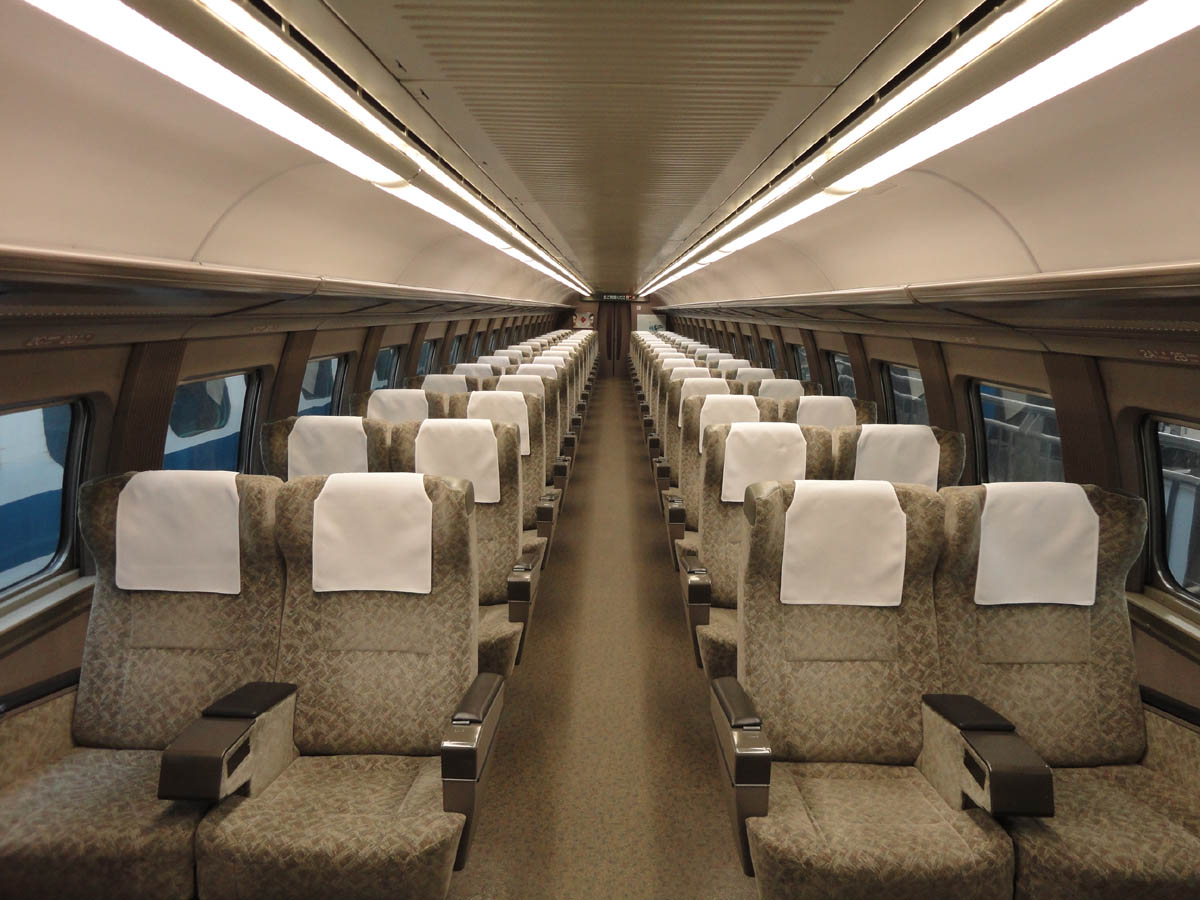
Posti con prenotazione (vagone 6) nel maggio 2012
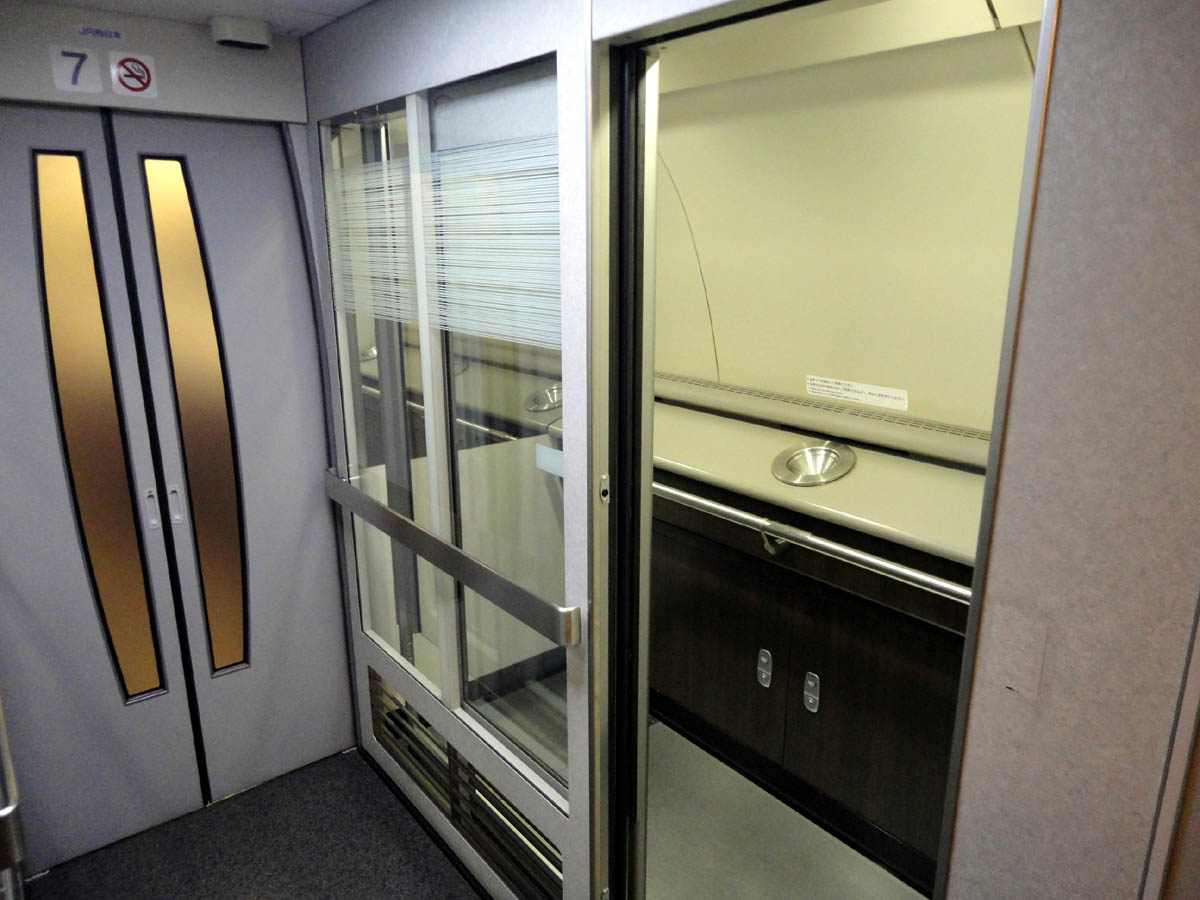
Compartimento fumatori nel vagone 7 nel maggio 2012
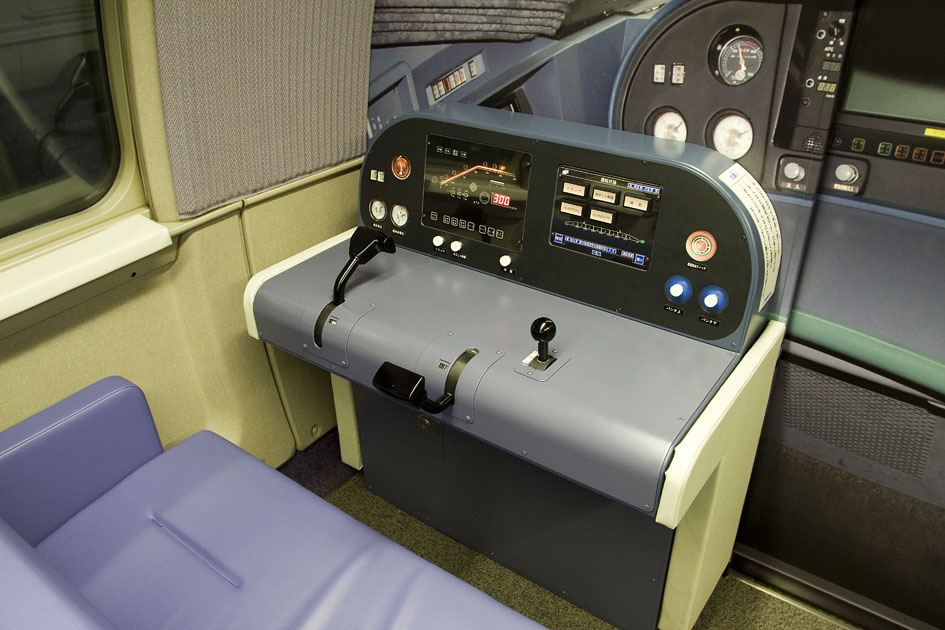
Modello del posto di guida in un convoglio a 8 vagoni

### 500 Type Eva

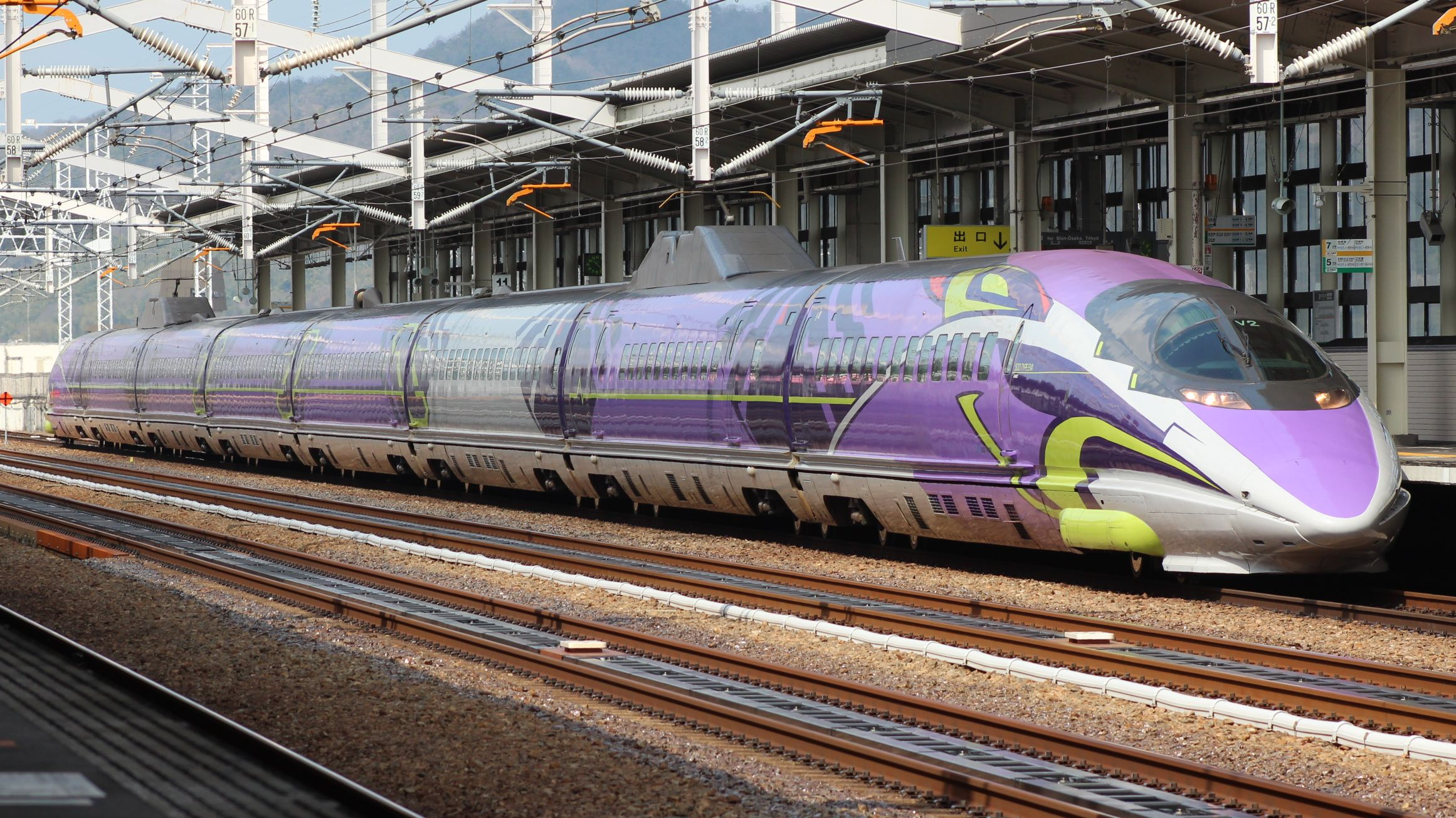
I convogli V2 nella versione personalizzata "500 Type Eva" nel marzo 2016

Dal 7 novembre 2015 le vetture del convoglio V2 sono state personalizzate con una livrea speciale "500 Type Eva" come parte del progetto "Shinkansen:Evangelion Project" per collegare il 40º anniversario dello Sanyo Shinkansen e il 20º anniversario della trasmissione in televisione della serie animata Neon Genesis Evangelion. Progettato inizialmente per rimanere in servizio fino al marzo 2017 è stato prorogato fino alla primavera 2018.

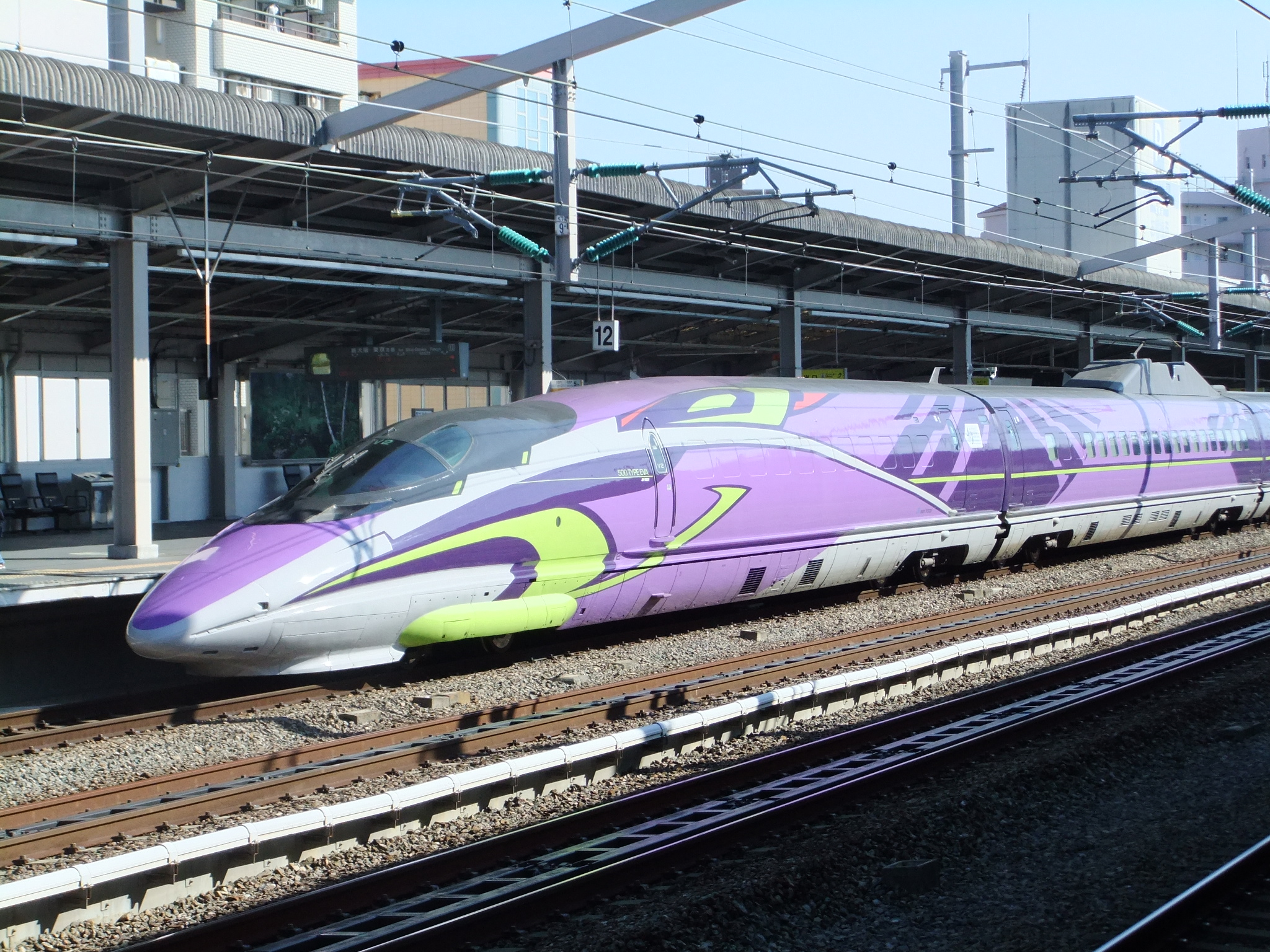
521-7002 (Vettura 1)
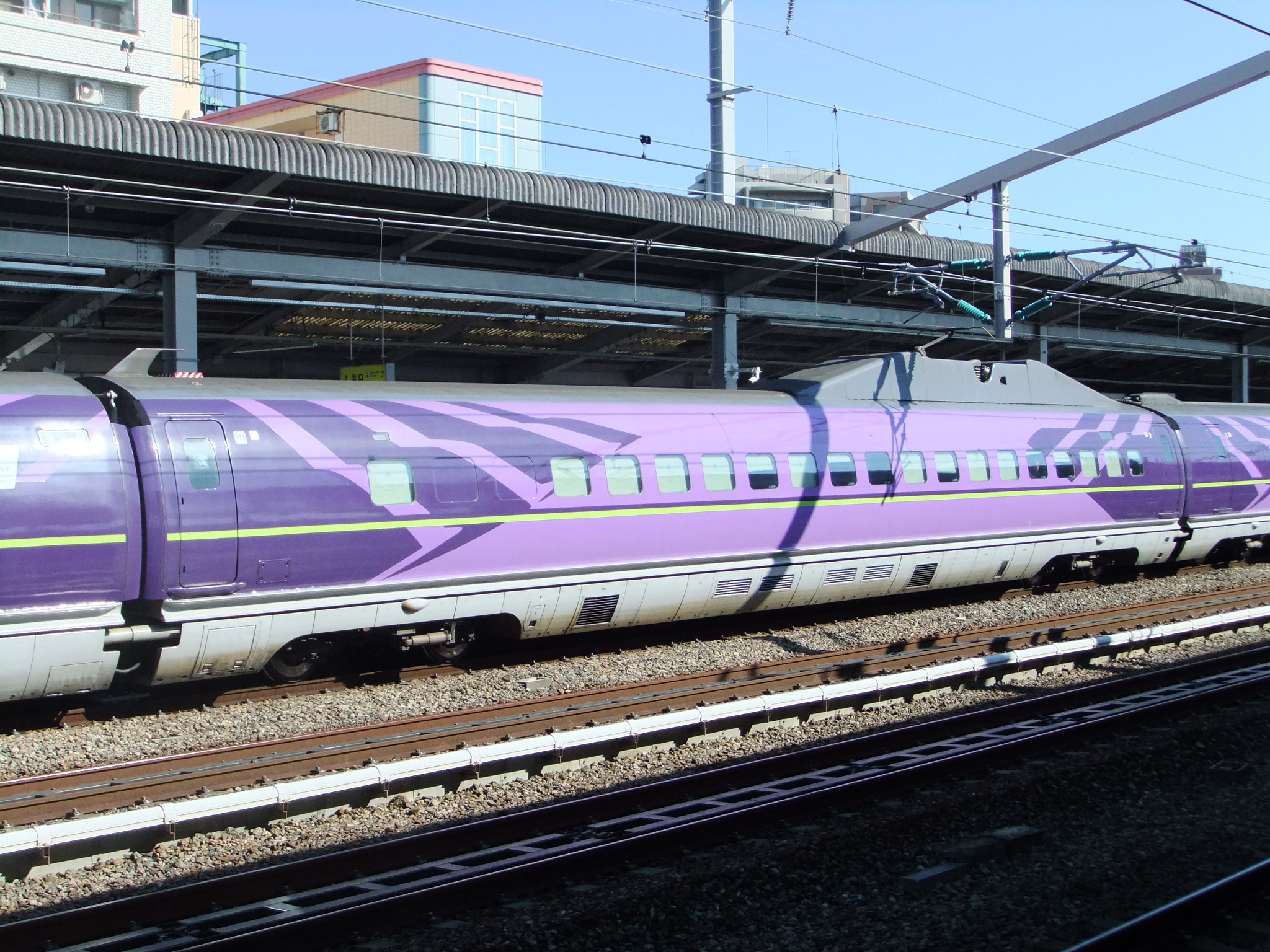
526-7004 (Vettura 2)
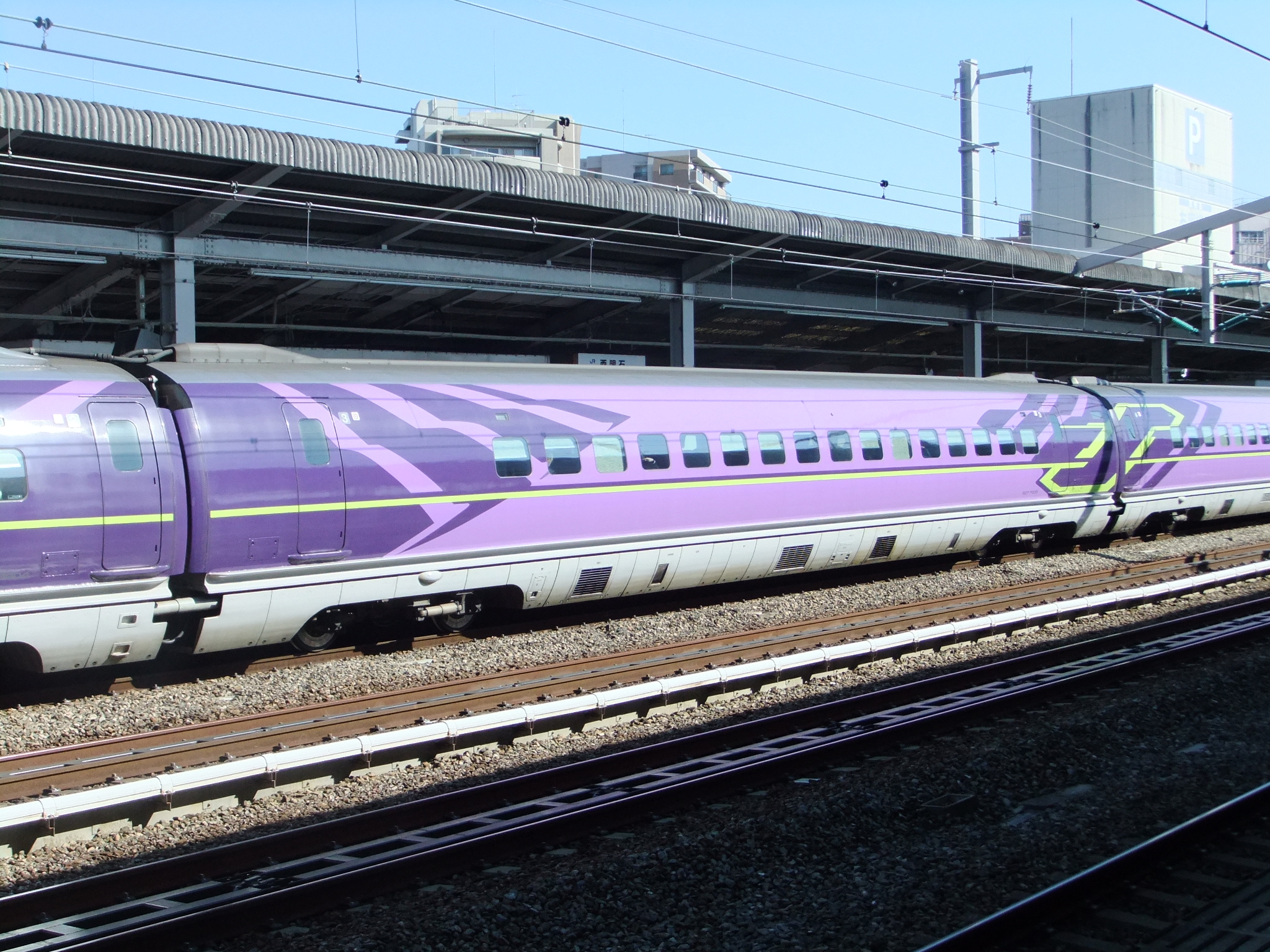
527-7003 (Vettura 3)
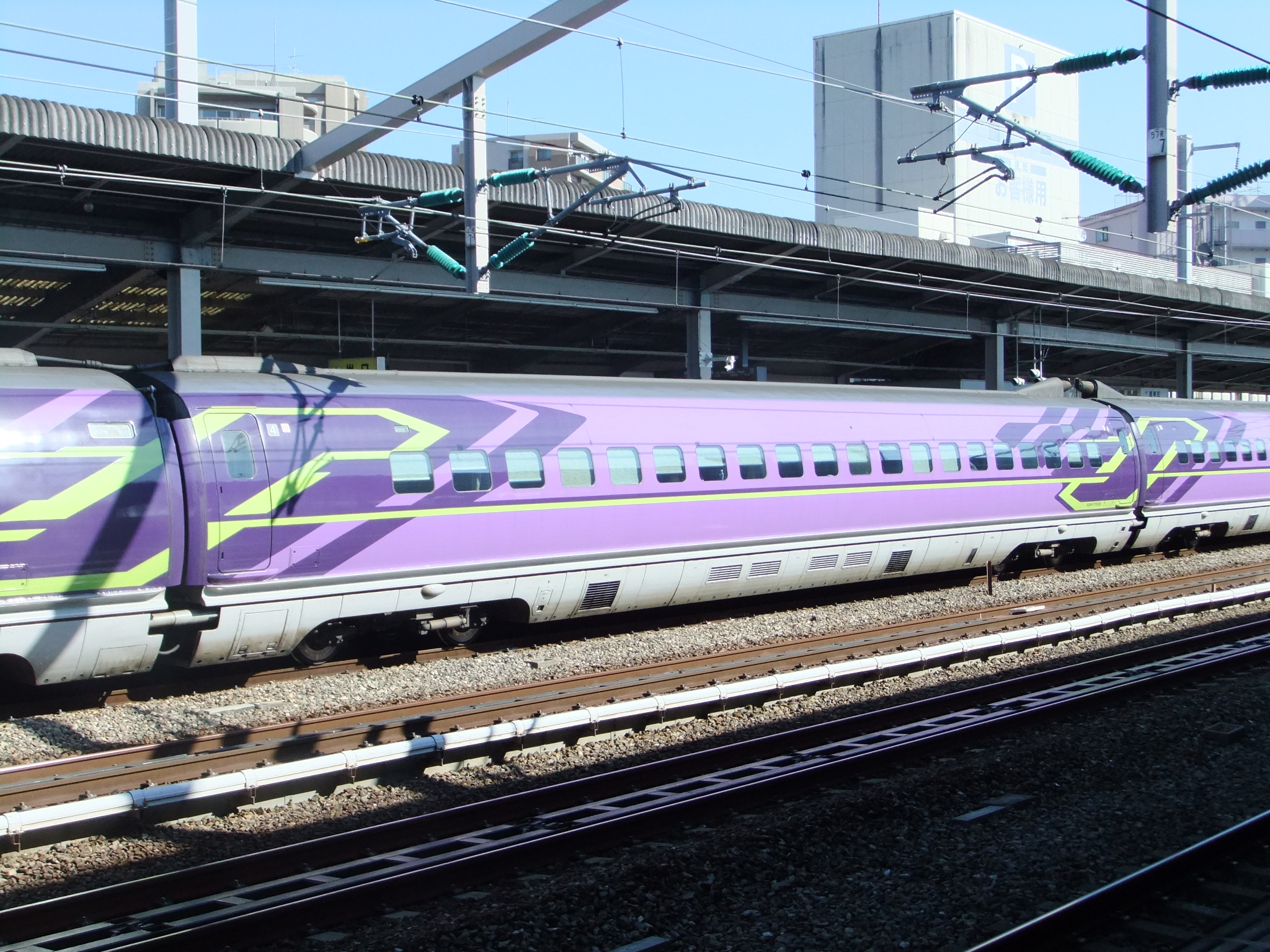
528-7002 (Vettura 4)
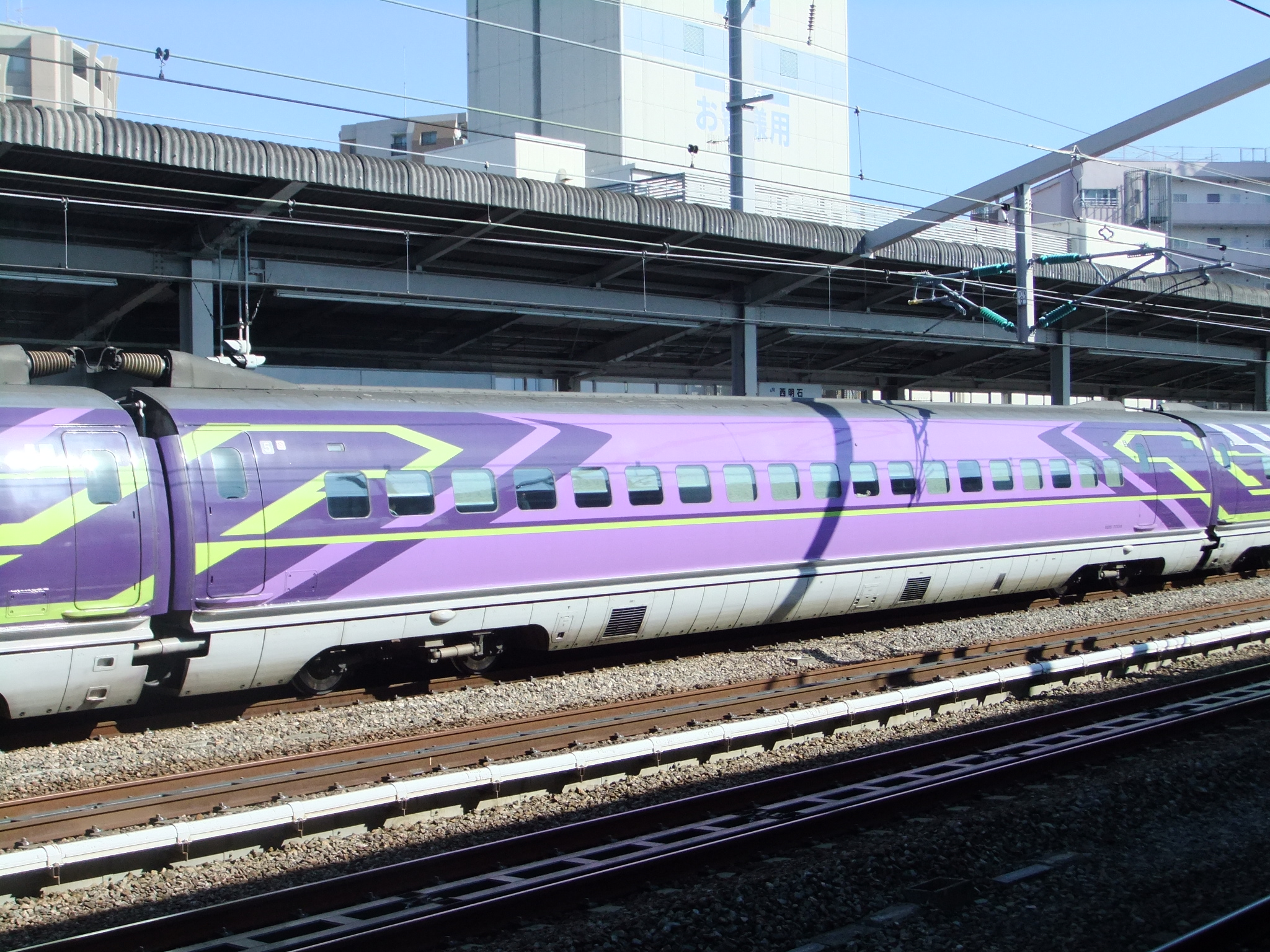
525-7004 (Vettura 5)
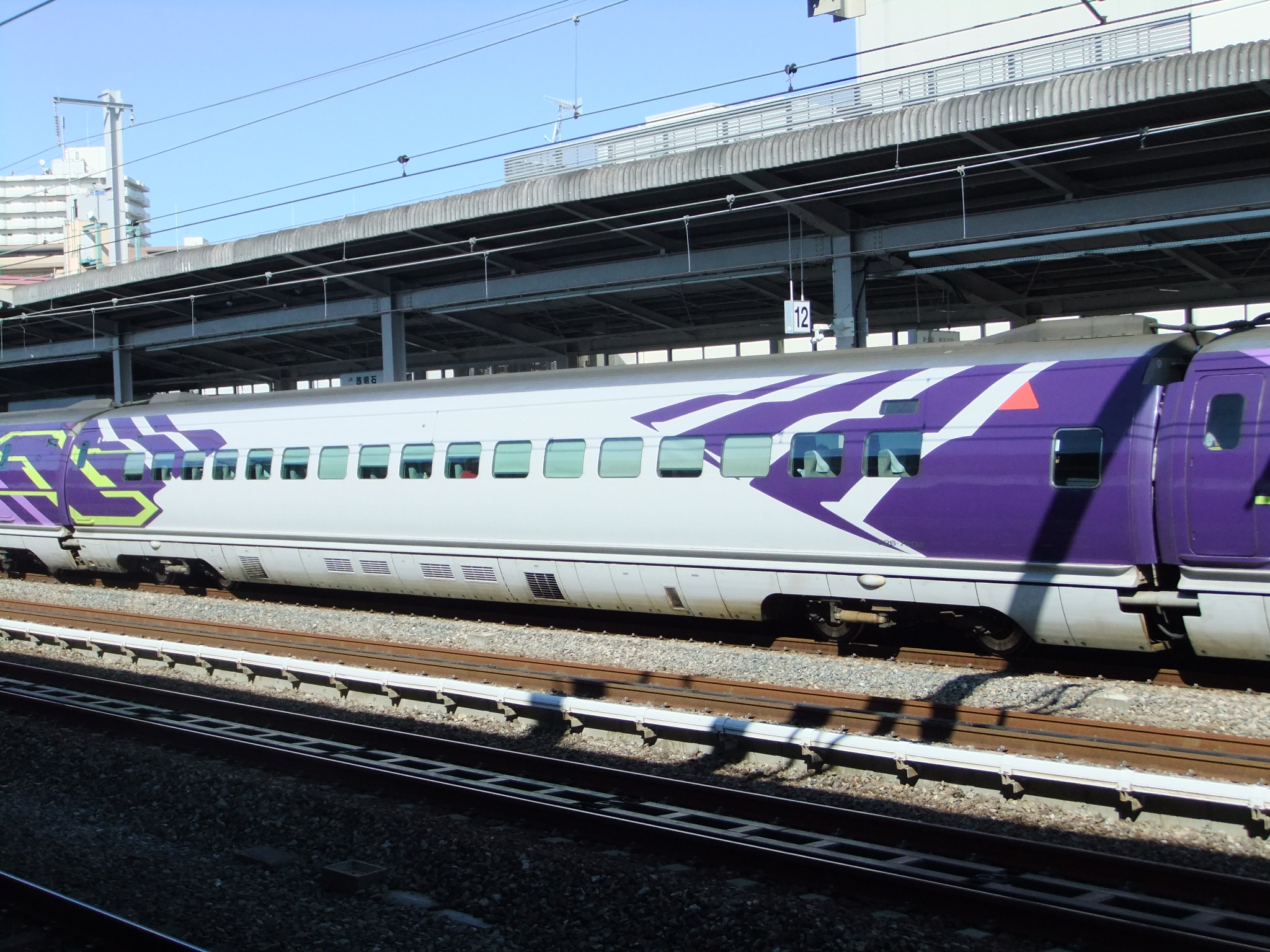
526-7202 (Vettura 6)
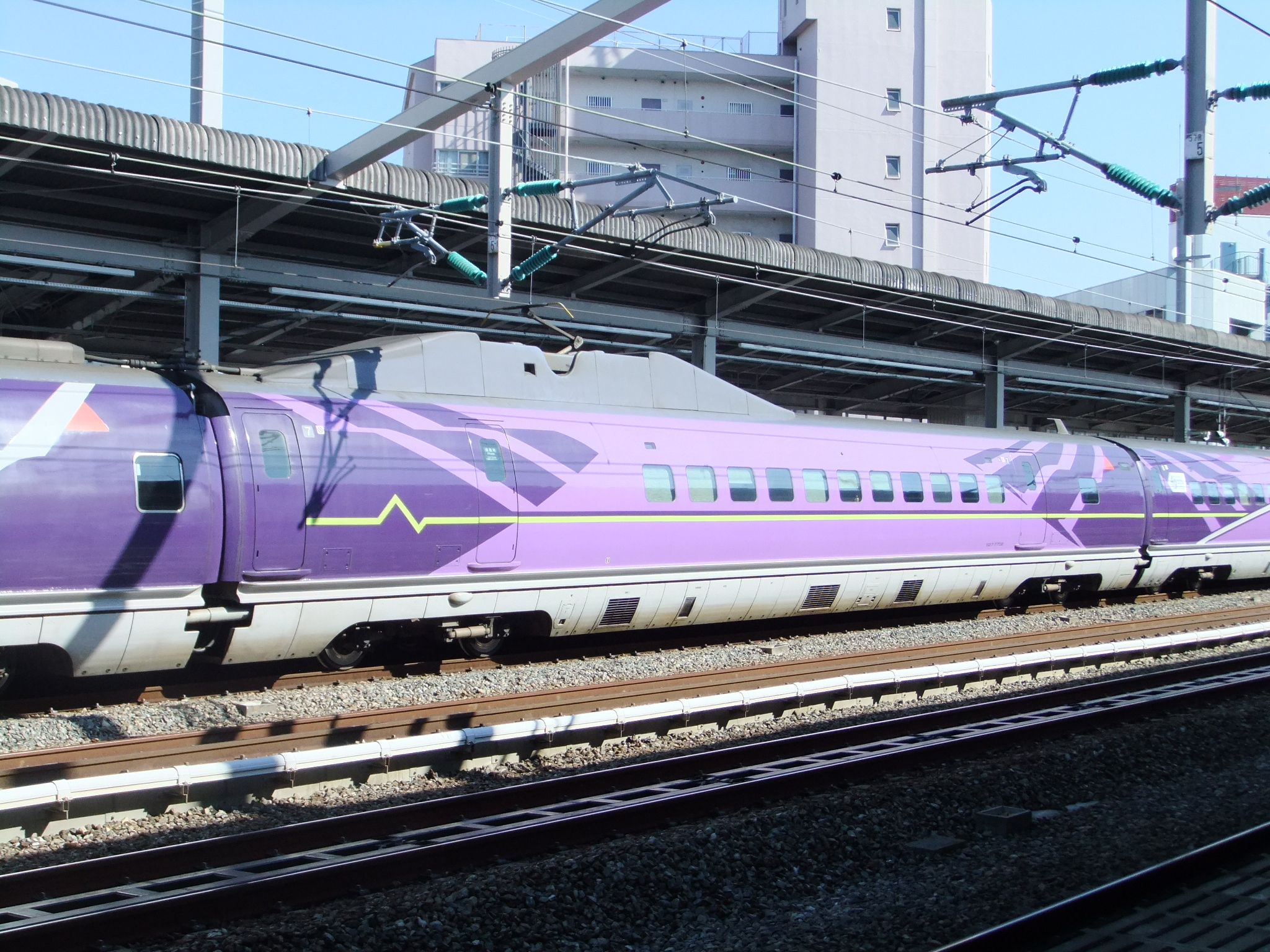
527-7702 (Vettura 7)
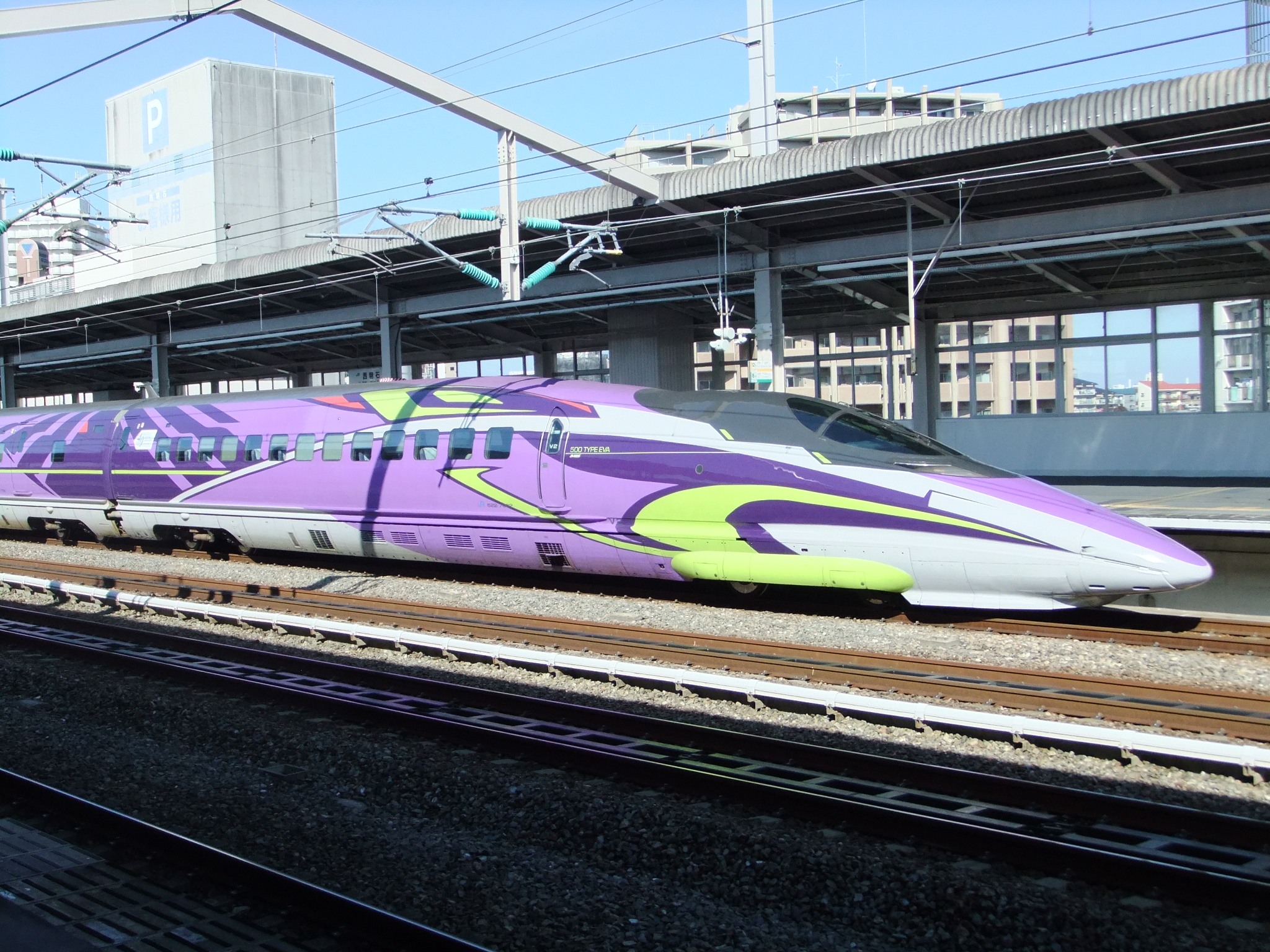
522-7002 (Vettura 8)

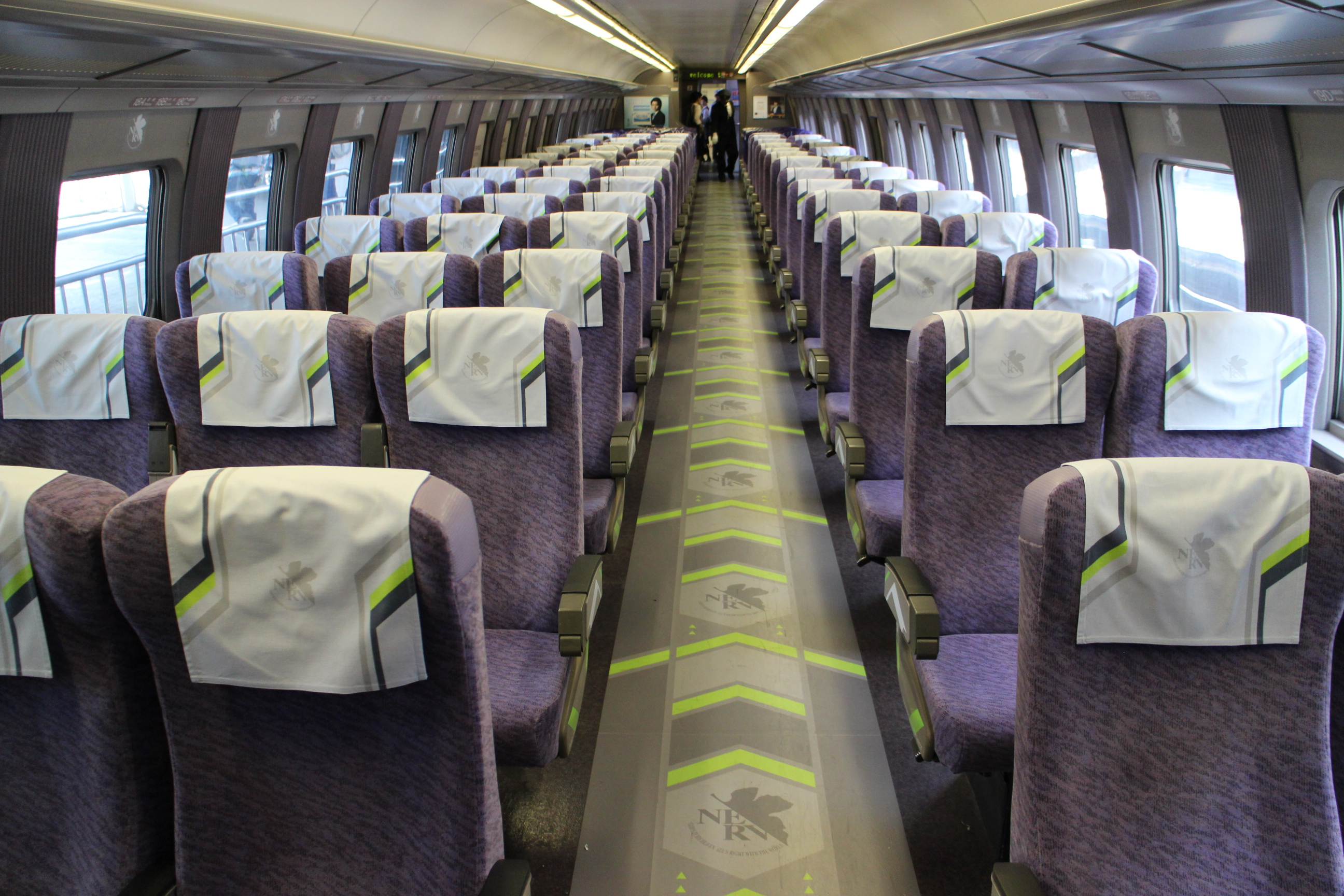
Interno della vettura 2 nel marzo 2016
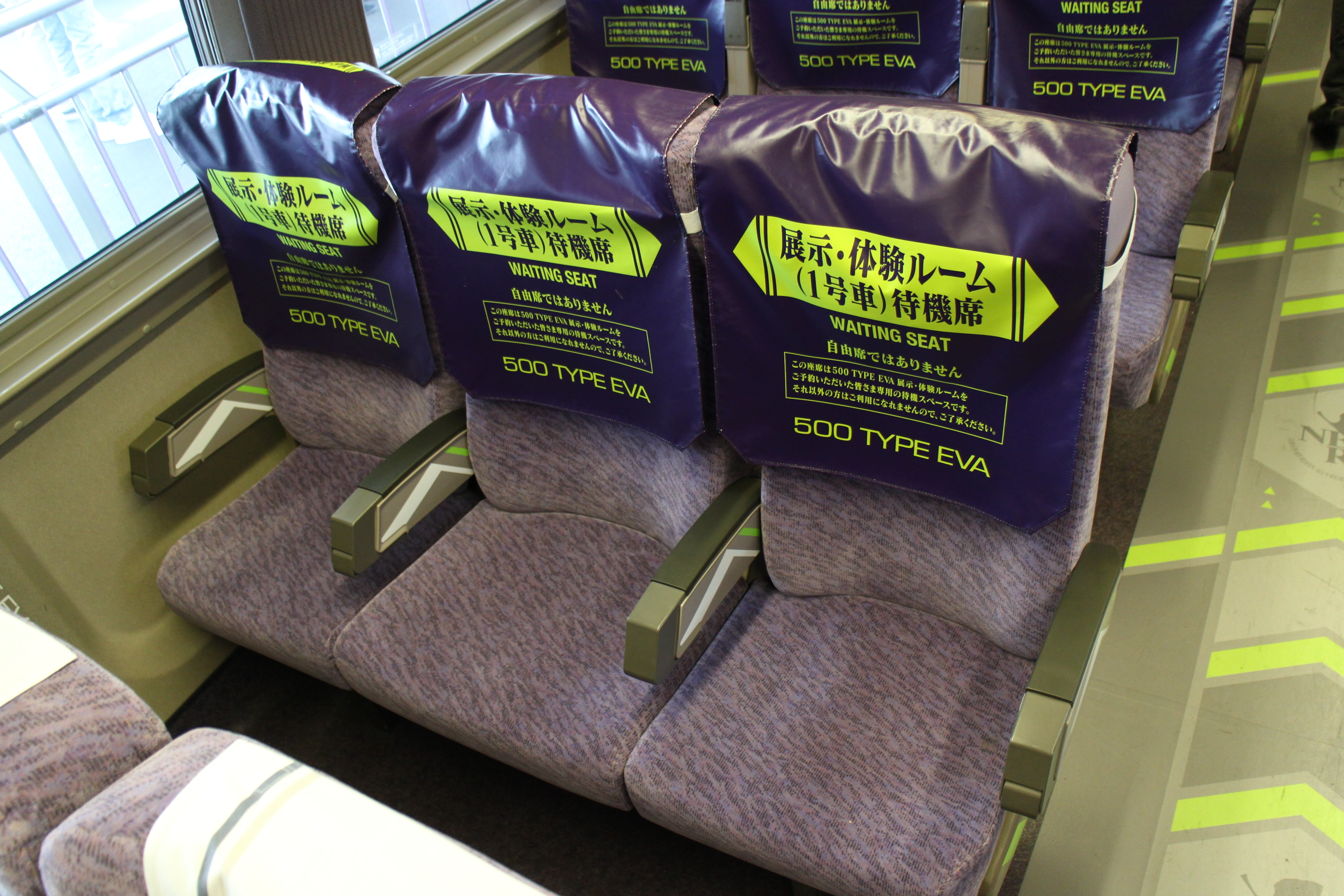
Sedili della vettura 2, destinati ai passeggeri in attesa di usare la vettura 1
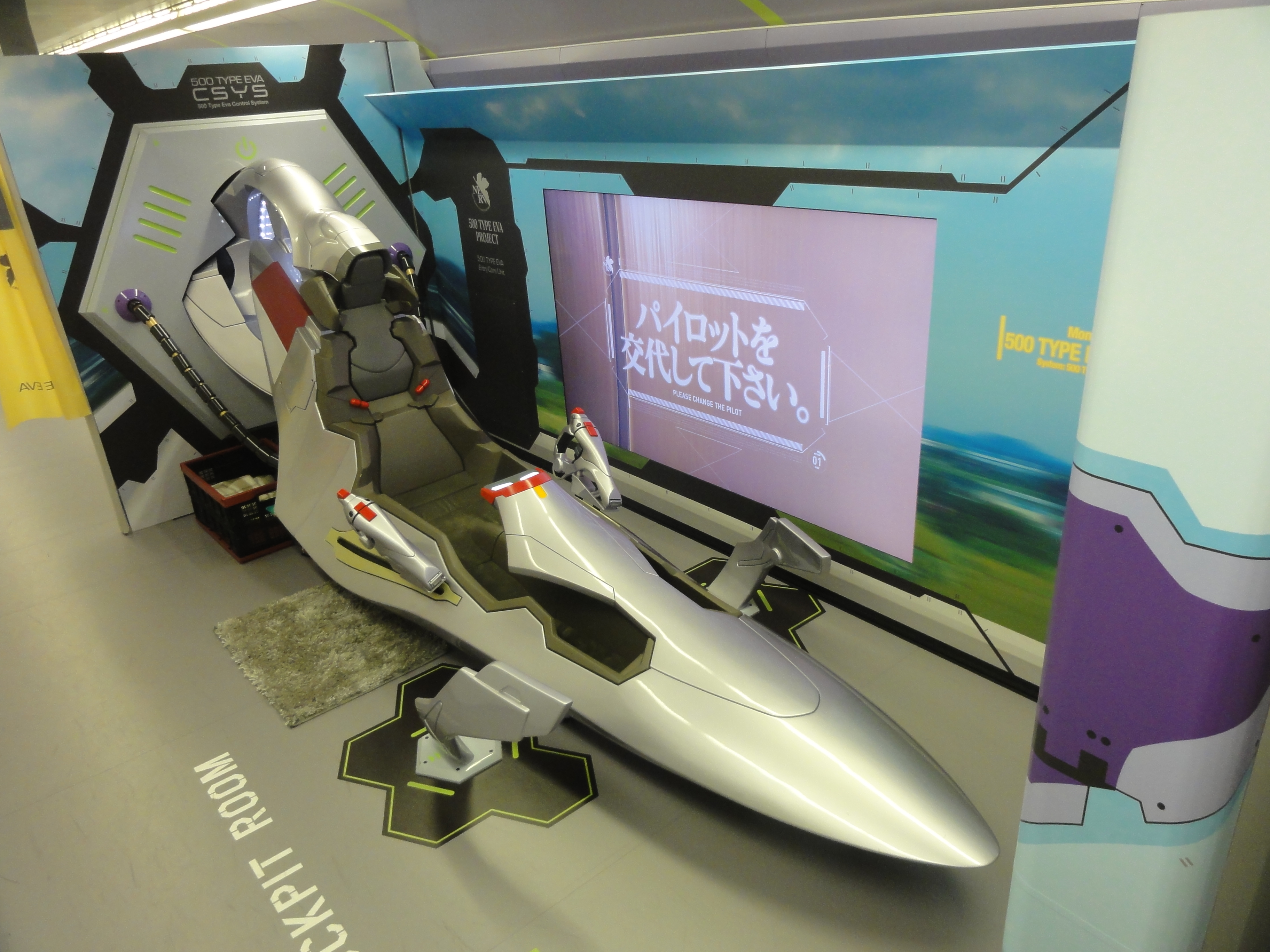
Il modello della cabina di guida dell'Evangelion nell'auto 1